# Куренной, Александр Аввакумович
Александр Аввакумович Куренной (1865, Екатеринославская губерния — 1944, Москва) — русский художник, реставратор, педагог, награждён двумя малыми и одной большой серебряными медалями, за картину «Девушка с цветами» удостоен звания классного художника (1894).

## Биография
Александр Аввакумович родился в 1865 году в Екатеринославской губернии. Александр Куренной учился в Киевской рисовальной школе, которой руководил Николай Иванович Мурашко, а также в мастерской у Николая Николаевича Ге в Черниговской губернии. В Киеве Александр Аввакумович был помощником Виктора Михайловича Васнецова по росписи Владимирского собора и Михаила Александровича Врубеля по росписи Кирилловской церкви. После окончания Московского училища живописи, ваяния и зодчества в 1891 году Александр Куренной поступил в Императорскую Академию художеств (Санкт-Петербург), ученик Ильи Ефимовича Репина. В 1894 году закончил петербургскую академию художеств, был награждён двумя малыми и одной большой серебряными медалями и удостоен звания классного художника за картину «Девушка с цветами». В 1895 году Илья Ефимович Репин приглашает Александра Аввакумовича работать преподавателем в петербургскую художественную студию, которая была создана И. Е. Репиным и княгиней  М.К. Тенишевой. В 1896 году по приглашению княгини Тенишевой работал в рисовальной школе в городе Смоленске, был руководителем и преподавателем в течение четырёх лет. 
В Москве Александр Аввакумович Куренной принимал участие в выставках общества «Звено» в 1917 году, профессионального союза художников-живописцев (1918), в 1923 году — Кружка художников Замоскворечья, в 1927 и 1928 году — Общества художников им. И. Е. Репина.
Александр Аввакумович путешествовал по России, собирал этнографические материалы, писал картины, был реставратором в Третьяковской галерее.
Скончался в 1944 году в городе Москве. Картины Александра Аввакумовича Куренного находятся в Третьяковской галерее и в других музейных собраний.

## Галерея
Работы русского художника Александра Аввакумовича Куренного.

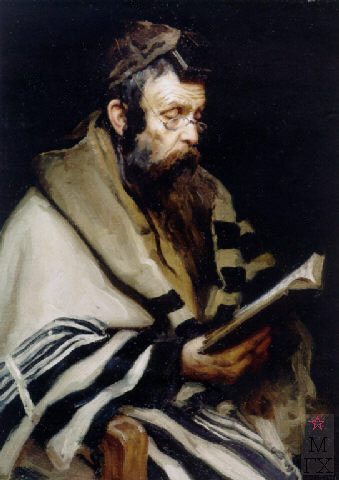
Молящийся раввин
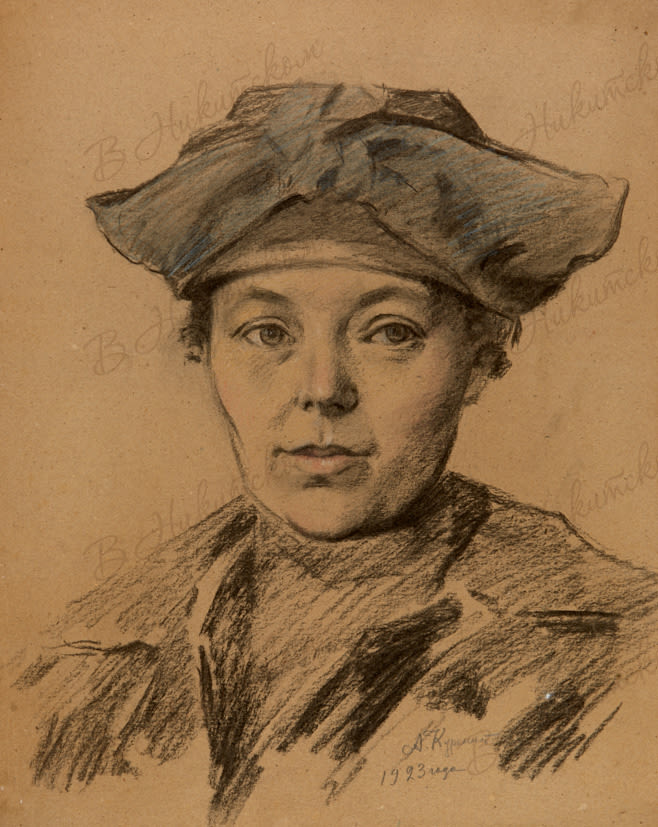
Женский портрет
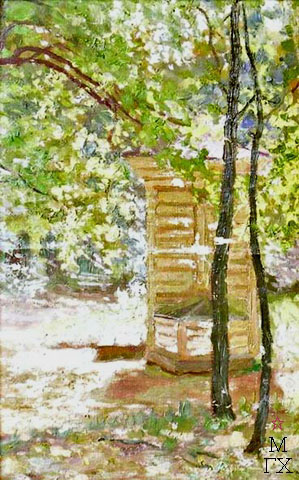
Солнечный сад